# Kebun Baru (Teupah Selatan)
Kebun Baru is een bestuurslaag in het regentschap Simeulue van de provincie Atjeh, Indonesië. Kebun Baru telt 398 inwoners (volkstelling 2010).